# Jake Arnott
 (janvier 2015).
Si vous disposez d'ouvrages ou d'articles de référence ou si vous connaissez des sites web de qualité traitant du thème abordé ici, merci de compléter l'article en donnant les références utiles à sa vérifiabilité et en les liant à la section « Notes et références ».
Pour les articles homonymes, voir Arnott.
Jake Arnott, né le 11 mars 1961 dans le comté de Buckinghamshire, en Angleterre, est un écrivain britannique, auteur de romans policiers.

## Biographie
Il suit les cours de la Aylesbury Grammar School (en), puis quitte le système scolaire avant sa majorité. Il exerce de nombreux métiers pour vivre, étant tour à tour ouvrier, modèle pour artiste, interprète en langue des signes, employé dans une entreprise de pompes funèbres, puis, dans un théâtre, acteur pour la compagnie Red Ladder Theatre Company (en) de Leeds. Il joue le rôle d'une momie dans le film La Momie de Stephen Sommers en 1999.
Il débute comme écrivain la même année avec le roman The Long Firm, le premier volume d'une trilogie narrant l'histoire d'un gangster nommé Harry Starks qui évolue dans le Londres des années 1960. Bien qu'un récit de fiction, le roman relate certains faits réels et présente de nombreux personnages notoires, comme les jumeaux Kray pour lesquelles Starks travaille. Ce roman est adapté à la télévision par la BBC Two sous le format d'une mini-série en 2004, avec Mark Strong dans le rôle de Starks. Arnott fait un caméo en jouant le rôle d'un gangster.
Arnott écrit entre-temps le second volume, nommé He Kills Coopers, d'après l'histoire d'Harry Roberts (en), un criminel anglais reconnu coupable du meurtre de deux policiers en 1966. Ce roman est adapté en téléfilm par ITV en 2008. Le roman Truecrime, publié en 2003, marque la dernière apparition de Starks et clôt la trilogie. Ces romans ont été traduits en français par l'éphémère maison d'édition Passage du Marais et réédité dans la collection Domaine étranger chez 10/18. 
Arnott déplace son intrigue dans les années 1970 avec le roman Johnny Come Home, publié en 2006. Il s'inspire des méfaits de la The Angry Brigade et de scandales supposés autour d'une icône du glam rock inspirée par le chanteur Gary Glitter. 
The Devil's Paintbrush, un roman historique, se déroule en 1903 à Paris et met en scène une rencontre supposée entre l'officier Hector MacDonald (en) et l'écrivain occultiste Aleister Crowley. The House of Rumour se déroule à Londres, en Californie du Sud et à Munich pendant et après la Seconde Guerre mondiale avec en intrigue l'histoire parallèle de plusieurs personnages.
Bisexuel notoire, Arnott a eu une relation médiatisée avec la romancière Stephanie Theobald (en),,. 
Il réside actuellement à Londres où il poursuit sa carrière d'écrivain.

## Œuvre

### SérieLong Firm
- The Long Firm (1999) Publié en français sous le titre Crime unlimited, traduction de Colette Carrière, Paris, Passage du Marais, 2002, réédition, Paris, 10/18, coll. Domaine étranger no 3772, 2005.
- He Kills Coppers (2001) Publié en français sous le titre Crime song, traduction de Colette Carrière, Paris, Passage du Marais, 2003, réédition, Paris, 10/18, coll. Domaine étranger no 3825, 2005.
- Truecrime (2003) Publié en français sous le titre Truecrime, traduction de Colette Carrière, Paris, Passage du Marais, 2004, réédition, Paris, 10/18, coll. Domaine étranger no 3958, 2006.

### Autres romans
- Johnny Come Home (2006)
- The Devil's Paintbrush (2009)
- The House of Rumour (2012)

### SérieDoctor Who : Time Trips
- A Handful of Stardust (2014)
- Doctor Who: Time Trips: The Collection (2014) recueil de nouvelle comprenant une histoire d'Arnott

## Filmographie

### Adaptations
- 2004 : The Long Firm, mini-série britannique réalisée, d'après le roman éponyme, avec Mark Strong, George Costigan (en), Geoff Bell, Derek Jacobi et Lena Headey.
- 2008 : He Kills Coppers, téléfilm britannique réalisé par Adrien Shergold, d'après le roman éponyme, avec Mel Raido (en), Kelly Reilly, Tim Woodward (en) et Liam Garrigan.

### Comme acteur

#### Au cinéma
- 1999 : La Momie de Stephen Sommers
- 2008 : Telstar: The Joe Meek Story de Nick Moran

#### À la télévision
- 2004 : The Long Firm

## Prix et distinctions notables
- Dagger in the Library 2005.